# Гизанде (Санта-Мария-да-Фейра)
Гизанде (порт. Guisande) — район (фрегезия) в Португалии, входит в округ Авейру. Является составной частью муниципалитета Санта-Мария-да-Фейра. Находится в составе крупной городской агломерации Большой Порту. По старому административному делению входил в провинцию Дору-Литорал. Входит в экономико-статистический субрегион Энтре-Доуру-и-Воуга, который входит в Северный регион. Население составляет 1474 человека. Занимает площадь 3,78 км².
Покровителем района считается Святой Мамеде (порт. São Mamede).